# Stempelafgift
 Denne artikel bør gennemlæses af en person med fagkendskab for at sikre den faglige korrekthed.

Stempelafgift betegner en særlig form for opkrævning af offentlige afgifter. Skatten skal være opfundet af en hollænder i anledning af, at Generalstaterne havde udsat en præmie for opfindelsen af en ny hensigtsmæssig beskatningsform. Den indførtes i Holland i 1624 og fandt hurtig vej til andre europæiske stater, til Frankrig i 1654, til Danmark i 1657 (som fast skat i 1660), til Storbritannien i 1671 og 1682 til Preussen.
Stempelskatten opkræves under forskellige former. Som sådanne nævnes påklæbning af stempelmærker på eller afstempling af skattepligtige dokumenter, værdipapirer eller genstande eller sidstnævntes indpakning i stemplede omslag eller etiketter. Skattepligtige dokumenter kan enten skrives på stemplet papir eller påklæbes stempelmærker. Med hensyn til stempelafgiftens udmåling skelnes der mellem 1). Fast stempel, hvor afgiften er ens for alle skattetilfælde af den pågældende art, 2). Klassestempel, hvor de skattepligtige genstande eller dokumenter efter visse kendemærker inddeles i klasser, således at afgiften er ens for alle tilfælde inden for samme klasse, 3). Dimensionsstempel, hvor skatten retter sig efter udstrækningen af det skattepligtige dokument, og 4). Værdistempel, hvor tempelafgiften er afhængig af den skattepligtige sum og enten kan være proportional med denne (proportional- eller procentstempel) eller progressiv.
Stempelafgift betegner, som allerede nævnt, en bestemt opkrævningsform, der kan komme til anvendelse på meget forskellige arter af offentlige afgifter, for eksempel forbrugsskatter (på tobak og øl, spillekort og aviser), transport- og omsætningsskatter (for eksempel skatter på skøder, købe- og lejekontrakter, gældsbreve, veksler og kvitteringer) og på gebyrer, der i udstrakt målestok opkræves under stempelform og derfor ikke sjælden identificeres med stempelafgift, hvilket imidlertid er urigtigt. Det, der binder de offentlige afgifter sammen, er deres indre kendemærker, ikke deres ydre Form.